# Оковитий Сергій Іванович
Оковитий Сергій Іванович (нар. 19 червня 1970, Солоне) — учений-хімік, професор, ректор Дніпровського національного університету імені Олеся Гончара з 8 червня 2021 року. Заслужений діяч науки і техніки України. Відмінник освіти України.

## Біографія
Народився 19 червня 1970 року у селищі Солоне Дніпропетровської області. Мати працювала вчителькою, батько був членом райкому. Закінчив Солонянську середню школу.
У 1987 році вступив до хімічного факультету Дніпропетровського державного університету (нині — Дніпровський національний університет імені Олеся Гончара). Після першого курсу був призваний на військову службу, опанував військову спеціальність «водій пожежної машини». Після демобілізації продовжив навчання. Зі студентських років цікавився напрямом комп'ютерної хімії. Значний вплив на наукове становлення зчинила вчена в галузі хімії Касьян Лілія Іванівна.
У 1993 році закінчив Дніпропетровський державний університет, здобувши спеціальність «Хімія» і отримавши диплом з відзнакою. Був прийнятий на посаду асистента кафедри органічної хімії. У 1996 році захистив кандидатську дисертацію, а у 2006 став доктором хімічних наук. Вчене звання доцента отримав у 1997 році, професора — у 2010 році.
Протягом 27 років[коли?] викладав на хімічному факультеті ДНУ ім. О.Гончара фундаментальні та авторські дисципліни «Органічна хімія», «Квантова хімія», «Фізичні методи дослідження будови речовини», «Прикладна комп'ютерна хімія», «Квантово-хімічні методи дослідження механізмів хімічних реакцій», «Теоретичне моделювання динаміки хімічних систем». Для здобувачів вищої освіти за спеціальністю «Хімія і інформатика» також читав курси «Локальні та глобальні комп'ютерні мережі» та «Інтернет у бізнесі». Нині викладає авторські курси з комп'ютерного моделювання хімічних систем на основі власного наукового досвіду.

## Трудова діяльність
1996—2017 рр. ‒ виконував обов'язки заступника декана хімічного факультету з наукової роботи та міжнародного співробітництва[джерело не вказане 1369 днів].
2004—2017 рр. ‒ завідував кафедрою органічної хімії
2017—2019 рр. ‒ координував роботу творчого колективу ДНУ ім. О.Гончара в проєкті за програмою Еразмус+ «Розвиток потенціалу вищої освіти».
2017—2019 рр. ‒ у складі Наукового комітету Національної ради з питань розвитку науки і технологій брав участь у підготовці та аналізі нормативних документів у сфері наукової роботи Кабінету Міністрів України та Міністерства освіти і науки України.
2017—2021 рр. ‒ проректор з наукової роботи ДНУ ім. О.Гончара.
З 8 червня 2021 року ‒ ректор ДНУ ім. О.Гончара.

## Наукові здобутки
Автор понад 380 опублікованих наукових праць
1996 р. — кандидатська дисертація «Теоретичне дослідження структури та реакційної здатності олефінів та епоксидів аліциклічного ряду» (спеціальність 02.00.03 — органічна хімія)
2006 р. ‒ докторська дисертація «Квантово-хімічне дослідження механізмів реакцій утворення та розкриття епоксидного циклу» (спеціальність 02.00.03 — органічна хімія)
Стипендіат Державного комітету з науки та технологій та Кабінету Міністрів України для молодих вчених
У наукометричній базі SCOPUS має 66 статей, індекс Хірша ‒ 14
У Web of Science ‒ 89 статей, індекс Хірша ‒ 13
Член спеціалізованих вчених рад з захисту дисертацій: Джексонський державний університет, США;
Дніпровський національний університет імені Олеся Гончара;
Український державний хіміко-технологічний університет.

## Редакційна діяльність
Є головним редактором журналу Journal of Chemistry and Technologies, який входить до наукометричних баз Web of Science з 2015 року та Scopus з 2018 року.
Член редколегії журналу Journal of Nanotoxicology and Nanomedicine.
Міжнародні стажування та співпраця: із Джексонським державним університетом (США), Оксфордським університетом (Велика Британія), Караманським університетом ім. Мехметбея (Туреччина), Близькосхідним технічним університетом (Туреччина), Вільнюським університетом (Литва), Університетом Люмьєр Ліон-2 (Франція), Технологічним інститутом м. Лімерік (Ірландія), Університетом м. Тампере (Фінляндія).